# Agrotis colossa
Agrotis colossa là một loài bướm đêm trong họ Noctuidae.